# Kévin Rodrigues
Pour l'artiste de musique électronique, voir Worakls.
Pour les articles homonymes, voir Rodrigues (homonymie).
Kévin Rodrigues, né le 5 mars 1994 à Bayonne, est un footballeur international portugais qui évolue au poste d'arrière gauche au Gaziantep FK.

## Biographie

### En club

#### Les débuts
Kévin Rodrigues naît à Bayonne en 1994 et dispose de la double nationalité franco-portugaise. Il commence le football en 2000 à l'Aviron bayonnais. En 2008, il intègre le centre de formation du Toulouse FC.

#### Toulouse FC
Toujours pensionnaire du centre de formation, Kévin Rodrigues fait ses débuts en équipe professionnelle lors de la 38e journée de Ligue 1 le 20 mai 2012 face à l'AC Ajaccio en remplaçant Adrien Regattin à la 70e minute de jeu (défaite 0-2). La saison suivante, de nouveau face à l'AC Ajaccio, il entre en jeu à la place de Franck Tabanou à la 82e minute de jeu lors de la 30e journée de championnat (victoire 2-3).
En mars 2014, son club formateur ne le conserve pas à la suite d'une bagarre avec un autre joueur du centre de formation et il effectue des essais dans plusieurs clubs professionnels.

#### Dijon Football Côte-d'Or
Le 30 juillet 2014, il signe son premier contrat professionnel au Dijon FCO en Ligue 2.

#### Real Sociedad
Après six petits matchs avec Dijon, il s'engage dans le cadre d'un transfert gratuit à la Real Sociedad en 2015 avant de passer les deux années suivantes au sein de la réserve du club. Il intègre ensuite l'équipe première à partir de la saison 2016-2017.

#### CD Leganés
Le dernier jour du mercato de la saison 2019-2020, en date du 2 septembre 2019, il est prêté un an avec option d'achat au CD Leganés. 

#### SD Eibar
Le 12 septembre 2020, Rodrigues est prêté un an à la SD Eibar.
Rodrigues fait ses débuts le 19 septembre en remplaçant son compatriote Rafa Soares contre le Villarreal CF lors de la deuxième journée de Liga. Le 3 octobre, il marque un but de la tête dans les arrêts de jeu qui offre la victoire aux siens sur la pelouse du Real Valladolid (1-2).

### En sélection nationale
Kévin Rodrigues dispute son premier match avec l'équipe de France des moins de 18 ans en étant titularisé par Francis Smerecki le 7 février 2012 face à la Grèce (défaite 3-2). Deux jours plus tard, face à la même équipe, le milieu offensif inscrit son premier but avec les Bleuets (victoire 0-2). Le 8 septembre 2012, il obtient sa première sélection parmi les moins de 19 ans français en étant titularisé face à la Suisse, il inscrit le but de la victoire sur une passe décisive de Yassine Benzia lors de ce match (victoire 0-1).
Le 3 juillet 2013, il est sélectionné par Francis Smerecki afin de participer à l'Euro 2013 des moins de 19 ans. Après un début de tournoi difficile, les Bleuets éliminent l'Espagne en demi-finale et se qualifient pour la finale face à la Serbie grâce à des buts de Yassine Benzia et Antoine Conte. Les Bleuets s'inclinent 1-0 en finale et le Toulousain remplace Anthony Martial à la 56e minute de jeu.
Le défenseur franco-portugais de la Real Sociedad, est appelé pour la première fois en équipe du Portugal le 3 novembre 2017 par Fernando Santos. Il honore sa première sélection le 10 novembre, titulaire durant un succès 3-0 contre l'Arabie saoudite.

## Style de jeu
Kévin Rodrigues est un milieu offensif gaucher capable également de dépanner en tant qu'arrière gauche. Il est doté d'une belle qualité technique,.

## Statistiques
| Saison                | Club                  | Championnat           | Championnat | Championnat | Championnat | Coupe nationale | Coupe nationale | Coupe nationale | Coupe de la Ligue | Coupe de la Ligue | Coupe de la Ligue | Compétition(s) continentale(s) | Compétition(s) continentale(s) | Compétition(s) continentale(s) | Compétition(s) continentale(s) | Total | Total | Total |
| Saison                | Club                  | Division              | M.          | B.          | P.d.        | M.              | B.              | P.d.            | M.                | B.                | P.d.              | Comp.                          | M.                             | B.                             | P.d.                           | M.    | B.    | P.d.  |
| 2011-2012             | Toulouse FC           | Ligue 1               | 1           | 0           | 0           | -               | -               | -               | -                 | -                 | -                 | -                              | -                              | -                              | -                              | 1     | 0     | 0     |
| 2012-2013             | Toulouse FC           | Ligue 1               | 1           | 0           | 0           | -               | -               | -               | -                 | -                 | -                 | -                              | -                              | -                              | -                              | 1     | 0     | 0     |
| 2013-2014             | Toulouse FC           | Ligue 1               | -           | -           | -           | -               | -               | -               | -                 | -                 | -                 | -                              | -                              | -                              | -                              | 0     | 0     | 0     |
| Sous-total            | Sous-total            | Sous-total            | 2           | 0           | 0           | -               | -               | -               | -                 | -                 | -                 | -                              | -                              | -                              | -                              | 2     | 0     | 0     |
| 2012-2013             | Toulouse FC B         | CFA 2                 | 5           | 0           | -           | -               | -               | -               | -                 | -                 | -                 | -                              | -                              | -                              | -                              | 5     | 0     | 0     |
| 2013-2014             | Toulouse FC B         | CFA 2                 | 9           | 1           | -           | -               | -               | -               | -                 | -                 | -                 | -                              | -                              | -                              | -                              | 9     | 1     | 0     |
| Sous-total            | Sous-total            | Sous-total            | 14          | 1           | -           | -               | -               | -               | -                 | -                 | -                 | -                              | -                              | -                              | -                              | 14    | 1     | 0     |
| 2014-2015             | Dijon FCO             | Ligue 2               | 2           | 0           | 1           | 3               | 0               | 2               | 1                 | 0                 | 0                 | -                              | -                              | -                              | -                              | 6     | 0     | 3     |
| Sous-total            | Sous-total            | Sous-total            | 2           | 0           | 1           | 3               | 0               | 2               | 1                 | 0                 | 0                 | -                              | -                              | -                              | -                              | 6     | 0     | 3     |
| 2014-2015             | Dijon FCO B           | CFA 2                 | 21          | 3           | -           | -               | -               | -               | -                 | -                 | -                 | -                              | -                              | -                              | -                              | 21    | 3     | 0     |
| Sous-total            | Sous-total            | Sous-total            | 21          | 3           | -           | -               | -               | -               | -                 | -                 | -                 | -                              | -                              | -                              | -                              | 21    | 3     | 0     |
| 2015-2016             | Real Sociedad B       | 2ªB                   | 29          | 5           | -           | -               | -               | -               | -                 | -                 | -                 | -                              | -                              | -                              | -                              | 29    | 5     | 0     |
| 2016-2017             | Real Sociedad B       | 2ªB                   | 27          | 1           | 6           | -               | -               | -               | -                 | -                 | -                 | -                              | -                              | -                              | -                              | 27    | 1     | 6     |
| Sous-total            | Sous-total            | Sous-total            | 56          | 6           | 6           | -               | -               | -               | -                 | -                 | -                 | -                              | -                              | -                              | -                              | 56    | 6     | 6     |
| 2016-2017             | Real Sociedad         | Liga                  | 2           | 0           | 0           | -               | -               | -               | -                 | -                 | -                 | -                              | -                              | -                              | -                              | 2     | 0     | 0     |
| 2017-2018             | Real Sociedad         | Liga                  | 20          | 1           | 2           | -               | -               | -               | -                 | -                 | -                 | C3                             | 2                              | 0                              | 0                              | 22    | 1     | 2     |
| 2018-2019             | Real Sociedad         | Liga                  | 7           | 0           | 0           | -               | -               | -               | -                 | -                 | -                 | -                              | -                              | -                              | -                              | 7     | 0     | 0     |
| 2019-2020             | Real Sociedad         | Liga                  | 1           | 0           | 0           | -               | -               | -               | -                 | -                 | -                 | -                              | -                              | -                              | -                              | 1     | 0     | 0     |
| Sous-total            | Sous-total            | Sous-total            | 30          | 1           | 2           | -               | -               | -               | -                 | -                 | -                 | -                              | 2                              | 0                              | 0                              | 32    | 1     | 2     |
| 2019-2020             | CD Leganés (prêt)     | Liga                  | 26          | 1           | 2           | 1               | 0               | 0               | -                 | -                 | -                 | -                              | -                              | -                              | -                              | 27    | 1     | 2     |
| 2020-2021             | SD Eibar (prêt)       | Liga                  | 4           | 1           | 0           | 0               | 0               | 0               | -                 | -                 | -                 | -                              | -                              | -                              | -                              | 4     | 1     | 0     |
| Sous-total            | Sous-total            | Sous-total            | 30          | 2           | 2           | 1               | 0               | 0               | -                 | -                 | -                 | -                              | -                              | -                              | -                              | 31    | 2     | 2     |
| Total sur la carrière | Total sur la carrière | Total sur la carrière | 155         | 13          | 11          | 4               | 0               | 2               | 1                 | 0                 | 0                 | -                              | 2                              | 0                              | 0                              | 162   | 13    | 13    |

## Palmarès

### France -19 ans
- Euro -19 ans
  - Finaliste : 2013

### Portugal
- Ligue des nations
  - Vainqueur : 2019